# Rhabdochlamydiaceae
Rhabdochlamydiaceae es una familia de bacterias del orden Chlamydiales. Las especies de esta familia tienen un ciclo de replicación de tipo chlamydia y sus genes ARNr son en un 80–90% idénticos a los de Chlamydiaceae. Rhabdochlamydiaceae actualmente comprende un ínico género: Rhabdochlamydia.
Dos especies han sido propuestas. Ambas son especies Candidatus puesto que las muestras no han sido todavía cultivadas in vitro. Candidatus Rhabdochlamydia porcellionis fue encontrada en el hepatopáncreas del isópodo terrestre Porcellio scaber. La segunda especie es Candidatus Rhabdochlamydia crassificans, identificada en la cucaracha Blatta orientalis.
- Datos: Q20804604
- Especies: Rhabdochlamydiaceae